# Teogene
Teogene di Taso, in alcune fonti Teagene (in greco antico: Θεογένης, Θευγένης o Θεαγένης?; Taso, prima metà V secolo a.C. – ...), è stato un pugile greco antico.
Figlio di Timosseno o, secondo una versione locale, di Eracle, fu un lottatore di pugilato e praticò anche il pancrazio; rimasto imbattuto per ben 22 anni, avrebbe raggiunto un record di 1200 vittorie, forse 1400. Tale enorme impresa gli valse il riconoscimento di eroe, il cui culto veniva praticato nella nativa Taso, isola nel nord del mar Egeo, come documentato da una cassa per le offerte ritrovata nell'agorà della città da archeologi francesi nel 1939, e da alcune epigrafi.
Tre iscrizioni datate intorno al IV secolo a.C. ritrovate a Delfi, Taso ed Olimpia ne ricordano inoltre il curriculum sportivo.
Insieme a Milone veniva considerato l'uomo più forte della Terra, dopo Eracle.

## Biografia
Un brano di Ateneo di Naucrati descrive come, analogamente a Milone, fosse solito ingurgitare una smodata quantità di cibo durante gli allenamenti. 
Fra le numerose vittorie, vinse la LXXV Olimpiade (480 a.C.) nel pugilato e la LXXVI (476 a.C.) nel pancrazio. Ottenne inoltre tre successi nel pugilato ai Giochi pitici, nove ai Giochi nemei e dieci ai Giochi istmici tra pugilato e pancrazio, nonché premi in giochi minori nella corsa, e fu periodonikes per due volte.
Divenne poi un personaggio della vita politica di Taso e dopo la sua morte gli venne eretta una statua, opera di Glaucia di Egina. Secondo il racconto di Pausania, uno dei suoi avversari di notte prese a sferzare la statua, come se così facendo stesse davvero colpendo Teogene, ma quella gli cadde addosso, uccidendolo. Il figlio, allora, citò in giudizio la statua per omicidio ed essa venne gettata in mare. Quando però a Taso scoppiò una carestia, l'oracolo interpellato suggerì per placare gli dèi che fossero richiamati tutti gli esiliati, ma il responso non fu sufficientemente chiaro, perché la carestia proseguì anche dopo che gli esiliati ebbero fatto ritorno; un secondo oracolo chiarì che doveva essere riportato in città Teogene e ciò avvenne grazie a tre pescatori che ritrovarono la statua: essa fu riportata al centro del villaggio e scacciò la carestia, rendendo Teogene titolare di un culto.

## Curiosità
- Viene citato come esempio di imbattibilità nel film del 2011 Warrior, diretto da Gavin O'Connor, con Joel Edgerton, Tom Hardy e Nick Nolte.